# Crisis (televisieserie)
Crisis is een Amerikaanse dramaserie uit 2014. De serie werd bedacht door Rand Ravich en verkocht aan het Amerikaanse televisienetwerk NBC, dat in januari 2013 een pilotaflevering bestelde bij 20th Century Fox Television.
Crisis ging op 16 maart 2014 in première op de zender NBC. Op 9 mei 2014 werd de reeks van het scherm gehaald. De resterende afleveringen werden tussen 25 mei en 22 juni 2014 alsnog uitgezonden. In Vlaanderen ging Crisis op 25 mei 2015 in première op 2BE.
Op kritisch vlak scoorde Crisis behoorlijk, met een beoordeling van 61% bij de website Rotten Tomatoes en 63% bij Metacritic.

## Verhaal
Op een dag gaan de leerlingen van de exclusieve Ballard High School op schoolreis. Op deze school zitten de kinderen van vooraanstaande politici, diplomaten en bedrijfleiders. Ook de zoon van de Amerikaanse president loopt er school. Onderweg wordt hun bus tegengehouden en worden de kinderen door gewapende mannen ontvoerd, met een nationale crisis tot gevolg.

## Rolverdeling
- Dermot Mulroney als Francis Gibson, voormalig CIA-analist en vader van Beth Ann Gibson.
- Rachael Taylor als Susie Dunn, de FBI-agente.
- Lance Gross als Marcus Finley, de pas in dienst getreden geheim agent.
- James Lafferty als Aaron Nash, de leerkracht van Ballard High School.
- Max Martini als Koz, een huurling.
- Michael Beach als William Olson, de directeur van de FBI.
- Gillian Anderson als Meg Fitch, de CEO van een IT-multinational en oudere zus van Susie Dunn.
- Stevie Lynn Jones als Beth Ann Gibson, een van de leerlingen en dochter van Francis Gibson.
- Halston Sage als Amber Fitch, een van de leerlingen en de dochter van Susie Dunn die door Meg Fitch wordt opgevoed.
- Max Schneider als Ian Martinez, een van de leerlingen en goede vriend van Beth Ann Gibson.